# 이성신
이성신(1989년 10월 4일 ~)은 대한민국의 가수다. 2017년 싱글 《당신에게》로 데뷔했다.

## 학력
- 인천예술고등학교 성악
- 한국예술종합학교 성악과 학사

## 방송
- 너의 목소리가 보여 4 (2017) - 김원준 편 1라운드 탈락
- 제24회 가스펠 싱어 (2017) - 대상

## 음반
- 제24회 극동방송 전국복음성가 경연대회 - 가스펠 싱어 (2017)
- # 믿음 하나 - 이성신 (MR 포함) - 가스펠 싱어 (2018)
- 오르(The Light) (2019)
- 극동방송 아뮤 Hymn＆Song Project：Love and Family (2021)

### Blare
- 당신에게 (2017)

## 공연
- 김희진 VIP 콘서트 (2016)
- BLARE SOUND CONCERT (2016)
- Blaresound Concert - 광주 (2018)
- 2018 송년음악회 - 영광 (2018)